# Serie A 2012 (pallapugno)
La Serie A 2012 è stata la 91ª edizione del massimo campionato italiano di pallapugno maschile.

## Squadre partecipanti
| Club                                                    | Capitano          | Città                                      |
| ------------------------------------------------------- | ----------------- | ------------------------------------------ |
| Albese                                                  | Massimo Vacchetto | Alba (CN)                                  |
| Albagrafica Osson Alta Langa                            | Oscar Giribaldi   | San Benedetto Belbo (CN)                   |
| Araldica Vini Poggio Augusto Manzo                      | Massimo Marcarino | Santo Stefano Belbo (CN)                   |
| Torronalba Canalese                                     | Bruno Campagno    | Canale (CN)                                |
| Conad Don Dagnino                                       | Daniel Giordano   | Andora (SV)                                |
| Conad 2L Carni Imperiese                                | Ivan Orizio       | Dolcedo (IM)                               |
| Grappa di Rosignano Monferrina                          | Matteo Levratto   | Vignale Monferrato (AL)                    |
| Mad56 Boffa Elettrodomestici Monticellese               | Andrea Dutto      | Monticello d'Alba (CN)                     |
| Bcc Pianfei Rocca de' Baldi Pro Paschese                | Paolo Danna       | Madonna del Pasco (Villanova Mondovì) (CN) |
| San Biagio                                              | Federico Raviola  | San Biagio (Mondovì) (CN)                  |
| Terme di Vinadio Subalcuneo                             | Roberto Corino    | Cuneo                                      |
| Porro Calcestruzzo Italiana Assicurazioni Virtus Langhe | Luca Galliano     | Dogliani (CN)                              |

## Prima Fase
|    | Club          | P  |
| -- | ------------- | -- |
| 1  | Albese        | 21 |
| 2  | Canalese      | 20 |
| 3  | Subalcuneo    | 16 |
| 4  | Alta Langa    | 12 |
| 5  | Pro Paschese  | 12 |
| 6  | Virtus Langhe | 11 |
| 7  | Imperiese     | 9  |
| 8  | Don Dagnino   | 9  |
| 9  | Monferrina    | 7  |
| 10 | San Biagio    | 6  |
| 11 | Augusto Manzo | 5  |
| 12 | Monticellese  | 4  |

## Seconda Fase
|   | Club          | P  |
| - | ------------- | -- |
| 1 | Albese        | 37 |
| 2 | Canalese      | 36 |
| 3 | Subalcuneo    | 30 |
| 4 | Pro Paschese  | 20 |
| 5 | Alta Langa    | 18 |
| 6 | Virtus Langhe | 11 |

|    | Club          | P  |
| -- | ------------- | -- |
| 7  | Don Dagnino   | 29 |
| 8  | Imperiese     | 19 |
| 9  | Monferrina    | 19 |
| 10 | Augusto Manzo | 13 |
| 11 | San Biagio    | 10 |
| 12 | Monticellese  | 10 |

San Biagio e Monticellese retrocessi in Serie B.

## Fase Finale

### Spareggi Play-off
| Pro Paschese | Don Dagnino   | 11-2 |
| Alta Langa   | Virtus Langhe | 11-6 |

| Pro Paschese | Alta Langa | 11-5 |

### Finali Scudetto
| Squadra 1 | Squadra 2    | Andata | Ritorno |
| --------- | ------------ | ------ | ------- |
| Albese    | Pro Paschese | 11-7   | 11-8    |
| Canalese  | Subalcuneo   | 11-5   | 11-9    |

| Squadra 1 | Squadra 2 | Andata | Ritorno |
| --------- | --------- | ------ | ------- |
| Albese    | Canalese  | 11-9   | 11-9    |

## Squadra Campione d'Italia
Albese
- Battitore: Massimo Vacchetto
- Spalla: Michele Giampaolo
- Terzini: Maurizio Massucco, Enrico Unnia